# Moambé
Moambé, Moambe, Mwambe, Moamba es el nombre con que se conoce en África Occidental a la pasta o crema de nuez de palma. La misma palabra da nombre al plato que se realiza con dicha pasta y que es considerado el plato nacional de varios países (Gabón, Zaire, etc.)
Para la elaboración del plato se puede utilizar la pulpa fresca de las nueces de palma,  (que habrá que cocer sin piel y majar) o bien la pasta ya preparada en lata.
Lo habitual es utilizar carne de pollo, que se fríe en aceite de palma  "típicamente rojizo", junto con algún picante y cebolla y tomate troceados. Una vez dorados, se añade una parte de pasta y dos de agua hasta cubrir y se deja cocer entre 40 minutos y una hora.
Se acompaña con cacahuetes tostados picados (que se espolvorean por encima), cassava,  hojas de manioc cocidas y arroz blanco. Se pueden ofrecer plátano troceado y coco rallado. Indispensable un toque de salsa picante "Piri-Piri". La cassava puede sustituirse por espinacas cocidas.
En otras versiones, la carne se cuece directamente en la salsa, sin freirla previamente. Es apreciada la moambé de pescado.
La acepción "moamba" o "moambá", se refiere a una pasta similar hecha con cacahuetes.
- Datos: Q2466774
- Multimedia: Moambe / Q2466774